# Dronabinol
Il Dronabinol è una forma sintetica del delta-9-tetraidrocannabinolo (Δ⁹-THC), il componente psicoattivo principale della cannabis. Il THC esplica i suoi effetti attraverso un'attività agonista parziale debole sui recettori dei cannabinoidi-1 (CB1R) e dei cannabinoidi-2 (CB2R), il che determina gli effetti ben noti del fumo di cannabis, come l'aumento dell'appetito, la riduzione del dolore e le modifiche ai processi emotivi e cognitivi. A causa delle prove che lo confermano come stimolante dell'appetito e antiemetico, il Dronabinol è approvato per l'uso nell'anoressia associata alla perdita di peso nei pazienti affetti da AIDS e per il trattamento delle nausea e dei vomiti associati alla chemioterapia oncologica nei pazienti che non hanno risposto adeguatamente alle terapie antiemetiche convenzionali.
È un prodotto della Unimed Pharmaceuticals, Inc. ed è commercializzato negli USA come Marinol, ma è disponibile anche nell'Unione europea come farmaco generico (Dronabinol).
Il farmaco non è in commercio in Italia ma può essere importato dall'estero in base alla procedura prevista dal D.M. 11/2/1997 (Importazione di specialità medicinali registrate all'estero).

## Farmacologia

### Indicazione d'uso
Il farmaco è indicato per il trattamento dell'anoressia associata alla perdita di peso nei pazienti affetti da AIDS e per la nausea e il vomito associati alla chemioterapia oncologica nei pazienti che non hanno risposto in modo adeguato alle terapie antiemetiche convenzionali.

### Farmacodinamica
L'attività simpaticomimetica può causare tachicardia e/o congestione congiuntivale. Gli effetti sulla pressione sanguigna sono inconsistenti, ma si sono verificate ipotensione ortostatica e/o sincope al momento del passaggio improvviso in posizione eretta.
Il farmaco dimostra anche effetti reversibili sull'appetito, sull'umore, sulla cognizione, sulla memoria e sulla percezione. Questi fenomeni sembrano essere dose-correlati, aumentando in frequenza con dosaggi più elevati e soggetti a notevole variabilità interpaziente. Dopo l'assunzione orale, le capsule hanno un inizio d'azione di circa 0,5-1 ora e un effetto di picco a 2-4 ore. La durata dell'effetto psicoattivo è di 4-6 ore, ma l'effetto stimolante dell'appetito di può perdurare per 24 ore o più dopo l'assunzione.
La tachifilassi e la tolleranza si sviluppano ad alcuni degli effetti farmacologici cardiovascolari e del sistema nervoso centrale di dronabinol con l'uso cronico, suggerendo un effetto indiretto sui neuroni simpatici. In uno studio sulla farmacodinamica dell'esposizione cronica al dronabinol, soggetti maschi sani hanno ricevuto per 16 giorni dosi ripartite di capsule di dronabinol equivalenti a 12 volte la dose massima per l'anoressia associata alla perdita di peso nei pazienti affetti da AIDS. Una tachicardia iniziale indotta da dronabinol è stata successivamente sostituita da un ritmo sinusale normale e poi da bradicardia. È stata osservata anche una diminuzione della pressione sanguigna in posizione supina, peggiorata dal sollevamento in piedi, all'inizio dello studio. Questi soggetti hanno sviluppato tolleranza agli effetti avversi cardiovascolari e soggettivi del sistema nervoso centrale entro 12 giorni dall'inizio del trattamento.
La tachifilassi e la tolleranza non sembrano svilupparsi per l'effetto stimolante dell'appetito di dronabinol. Negli studi clinici sulle capsule di dronabinol nei pazienti affetti da AIDS, alla dose raccomandata, l'effetto stimolante dell'appetito è stato mantenuto per un periodo di fino a cinque mesi.

### Meccanismo d'azione
Il principio attivo è una forma sintetica del delta-9-tetraidrocannabinolo (Δ⁹-THC), il componente psicoattivo principale della cannabis. Il THC esplica i suoi effetti attraverso un'attività agonista parziale debole sui recettori dei cannabinoidi-1 (CB1R) e dei cannabinoidi-2 (CB2R), il che determina gli effetti ben noti del fumo di cannabis, come l'aumento dell'appetito, la riduzione del dolore e le modifiche ai processi emotivi e cognitivi.

### Assorbimento
Viene assorbito quasi completamente (90-95%) dopo una singola dose orale. A causa degli effetti combinati del metabolismo epatico di primo passaggio e dell'alta solubilità lipidica, solo il 10-20% della dose somministrata raggiunge la circolazione sistemica. I dati sulla biodisponibilità relativa ottenuti da soggetti sani di sesso maschile e femminile suggeriscono che una dose di 4,2 mg fornisce un'esposizione sistemica comparabile (Cmax e AUC) a una capsula di 5 mg di dronabinol, a condizioni di digiuno, con una Cmax e AUCinf di 1,9 ± 1,3 ng/mL e 3,8 ± 1,8 ng.h/mL rispettivamente. Le concentrazioni sia di dronabinol che del suo principale metabolita attivo (11-idrossi-delta-9-THC) raggiungono il picco approssimativamente tra 0,5 e 4 ore dopo la somministrazione orale di SYNDROS e diminuiscono nel corso di diversi giorni. La variabilità inter e intra individuale media nella farmacocinetica del dronabinol (Cmax e AUCinf) è stata approssimativamente del 66% e del 47% e del 67% e del 14%, rispettivamente, dopo la somministrazione a soggetti sani.

#### Volume di distribuzione
Il farmaco ha un grande volume apparente di distribuzione, approssimativamente di 10 L/kg, a causa della sua elevata solubilità lipidica.

#### Legame alle proteine
Il legame alle proteine plasmatiche del farmaco e dei suoi metaboliti è approssimativamente del 97%.

### Metabolismo
Il THC viene principalmente metabolizzato nel fegato attraverso reazioni di idrossilazione ed ossidazione microsomiali catalizzate dagli enzimi del citocromo P450. L'11-idrossi-▵9-tetraidrocannabinolo (11-OH-THC) è il principale metabolita attivo, in grado di produrre effetti psicologici e comportamentali, che viene successivamente metabolizzato in 11-nor-9-carbossi-▵9-tetraidrocannabinolo (THC-COOH), il principale metabolita inattivo del THC. Dronabinol e il suo principale metabolita attivo, l'11-OH-delta-9-THC, sono presenti in concentrazioni approssimativamente uguali nel plasma. Le concentrazioni sia del farmaco madre che del metabolita raggiungono il picco approssimativamente tra 0,5 e 4 ore dopo la somministrazione orale e diminuiscono nel corso di diversi giorni.

#### Via di eliminazione
Il farmaco e i suoi prodotti di biotrasformazione vengono eliminati sia attraverso le feci che attraverso l'urina. L'escrezione biliare è la via principale di eliminazione, con circa la metà di una dose orale radioattiva recuperata dalle feci entro 72 ore, a differenza del 10-15% recuperato dall'urina. Meno del 5% di una dose orale viene eliminato inalterato nelle feci.
A causa della sua ridistribuzione, il farmaco e i suoi metaboliti possono essere eliminati per periodi di tempo prolungati. Dopo l'assunzione di una singola dose, i metaboliti del dronabinol sono stati rilevati nelle urine e nelle feci per più di 5 settimane.
In uno studio che coinvolgeva pazienti affetti da AIDS, sono stati studiati i rapporti di concentrazione cannabinoidi/creatinina urinaria ogni due settimane nel corso di un periodo di sei settimane. Il rapporto cannabinoidi/creatinina urinaria era strettamente correlato alla dose. Dopo le prime due settimane di trattamento, non è stata osservata un ulteriore aumento del rapporto cannabinoidi/creatinina, indicando che si era raggiunto uno stato stazionario dei livelli di cannabinoidi. Questa conclusione è coerente con le previsioni basate sulla emivita terminale osservata del dronabinol.

#### Emivita
La fase di eliminazione può essere descritta utilizzando un modello a due compartimenti, con una emivita iniziale (alfa) di circa 4 ore e una emivita terminale (beta) di 25-36 ore.

#### Clearance
Il valore medio della clearance è di circa 0,2 L/kg-ora, ma è altamente variabile a causa della complessità della distribuzione dei cannabinoidi.

### Tossicità
L'assunzione di alte dosi aumenta il rischio di reazioni avverse psichiatriche se abusato o usato impropriamente, mentre l'assunzione continuata può portare alla dipendenza. Le reazioni avverse psichiatriche possono includere psicosi, allucinazioni, depersonalizzazione, alterazione dell'umore e paranoia. Studi in vitro dimostrano che Dronabinol può essere facilmente ed efficacemente abusato senza manipolazione. Il farmaco contiene il 50% (p/p) di alcool deidratato. In uno studio farmacodinamico randomizzato, in singola dose, in doppio cieco, crossover, controllato con placebo e con principio attivo su 43 fumatori esperti di marijuana, sono stati confrontati i pareri soggettivi, le risposte e la sicurezza di Dronabinol con placebo e dronabinol in capsule orali di olio di sesamo. I bracci di trattamento includevano capsule di dronabinol da 10 mg e 30 mg, dronabinol da SYNDROS da 10 mg e 30 mg e soluzione orale di placebo e capsule. Sono stati riportati punteggi più alti di "mi piace" con la dose da 30 mg, rispetto alla dose da 10 mg, sia per SYNDROS che per le capsule contenenti dronabinol. Nel complesso, i risultati farmacodinamici di questo studio non hanno mostrato differenze statisticamente significative in diverse misure di gradimento per le dosi prese, sebbene i risultati di SYNDROS fossero costantemente superiori rispetto alle capsule di dronabinol. In modo simile, le reazioni avverse osservate sono state maggiori per SYNDROS. Gli effetti farmacodinamici e di sicurezza di SYNDROS dopo l'assunzione di dosi multiple non sono stati valutati. Si deve istruire i pazienti a conservare Dronabinol in un luogo sicuro, fuori dalla portata di altre persone per le quali il farmaco non è stato prescritto.
La dipendenza fisica è uno stato che si sviluppa come risultato di un adattamento fisiologico in risposta all'uso ripetuto di un farmaco. La dipendenza fisica si manifesta attraverso sintomi di astinenza specifici della classe di farmaci dopo la sospensione improvvisa o una significativa riduzione della dose di un farmaco. La comparsa di una sindrome di astinenza quando viene interrotta l'assunzione del farmaco è l'unico vero segno di dipendenza fisica. La dipendenza fisica può svilupparsi durante la terapia cronica con Dronabinol e si sviluppa dopo l'abuso cronico di marijuana. È stata riportata una sindrome di astinenza dopo la sospensione improvvisa delle capsule di dronabinol in soggetti che assumevano dosi di 210 mg al giorno per 12-16 giorni consecutivi. Entro 12 ore dalla sospensione, i soggetti hanno manifestato sintomi come irritabilità, insonnia e agitazione. Circa 24 ore dopo la sospensione del dronabinol, i sintomi di astinenza si sono intensificati includendo "bouffées di calore", sudorazione, rinorrea, diarrea, singhiozzo e anoressia. Questi sintomi di astinenza si sono gradualmente attenuati nelle successive 48 ore. Cambiamenti elettroencefalografici coerenti con gli effetti dell'astinenza da farmaci (iper eccitazione) sono stati registrati nei pazienti dopo la sospensione improvvisa. I pazienti hanno anche lamentato disturbi del sonno per diverse settimane dopo la sospensione della terapia con dosi elevate di dronabinol.
Segni e sintomi di sovradosaggio di dronabinol includono sonnolenza, euforia, aumento della sensibilità sensoriale, percezione alterata del tempo, congiuntiva arrossata, bocca secca, tachicardia, compromissione della memoria, depersonalizzazione, alterazione dell'umore, ritenzione urinaria, ridotta motilità intestinale, ridotta coordinazione motoria, letargia, discorso inceppato e ipotensione posturale. I pazienti possono anche sperimentare reazioni di panico se hanno una storia pregressa di nervosismo o ansia e possono verificarsi convulsioni nei pazienti con disturbi convulsivi preesistenti. Non è noto se il dronabinol possa essere eliminato tramite dialisi in caso di sovradosaggio.
Per le madri infette dal Virus dell'Immunodeficienza Umana (HIV), i Centers for Disease Control and Prevention raccomandano che le madri HIV-positive non allattino al seno i loro neonati per evitare il rischio di trasmissione postnatale dell'HIV. A causa del potenziale rischio di trasmissione dell'HIV (in 12 neonati HIV-negativi) e di gravi reazioni avverse in un neonato allattato al seno, si deve istruire le madri a non allattare al seno se stanno assumendo Dronabinol. Per le madri con nausea e vomito associati alla chemioterapia oncologica, sono disponibili dati limitati sulla presenza di dronabinol nel latte materno, sugli effetti sul neonato allattato al seno o sugli effetti sulla produzione di latte. Gli effetti riportati del consumo di cannabis inalata sul neonato allattato al seno sono stati inconcludenti e insufficienti per stabilire una relazione causale. I benefici dello sviluppo e della salute derivanti dall'allattamento al seno dovrebbero essere valutati insieme alla necessità clinica della madre di assumere Dronabinol e a eventuali effetti avversi potenziali sul neonato allattato al seno derivanti da Dronabinol o dalla condizione materna sottostante.
La sicurezza ed efficacia di Dronabinol non sono state stabilite nei pazienti pediatrici. I pazienti pediatrici possono essere più sensibili agli effetti neurologici e psicoattivi di Dronabinol. Dronabinol contiene gli eccipienti alcool deidratato al 50% (p/p) e propilenglicole al 5,5% (p/p). L'etanolo inibisce in modo competitivo il metabolismo del propilenglicole, il che può portare ad elevate concentrazioni di propilenglicole. I neonati pretermine possono presentare un rischio aumentato di eventi avversi associati al propilenglicole a causa della diminuita capacità di metabolizzare il propilenglicole, con conseguente accumulo.
Gli studi clinici sulle capsule di Dronabinol nei pazienti affetti da AIDS e cancro non hanno incluso un numero sufficiente di soggetti di età superiore ai 65 anni per determinare se rispondano in modo diverso rispetto ai soggetti più giovani. I pazienti anziani possono essere più sensibili agli effetti neuropsichiatrici e ipotensivi posturali di Dronabinol. I pazienti anziani con demenza hanno un rischio aumentato di cadute a causa della loro condizione di base, che può essere esacerbata dagli effetti del sistema nervoso centrale come la sonnolenza e le vertigini associati a Dronabinol. Questi pazienti dovrebbero essere monitorati attentamente e adottate precauzioni contro le cadute prima di iniziare la terapia con Dronabinol. Negli studi antiemetici, non è stata evidente alcuna differenza di efficacia nei pazienti di età superiore ai 55 anni rispetto ai pazienti più giovani. In generale, la scelta della dose per un paziente anziano dovrebbe essere prudente, iniziando di solito con la dose più bassa dell'intervallo di dosaggio, tenendo conto della maggiore frequenza delle cadute, della diminuita funzione epatica, renale o cardiaca, della maggiore sensibilità agli effetti psicoattivi e delle terapie farmacologiche o altre malattie concomitanti.

### Interazioni alimentari
Durante il trattamento è necessario evitare l'assunzione concomitante di alcool. I pazienti con una storia di abuso o dipendenza da sostanze, inclusa la marijuana o l'alcool, potrebbero essere più inclini all'abuso del farmaco.
È consigliato assumere Dronabinol prima dei pasti, poiché il cibo ritarda l'assorbimento del farmaco. È indicato inoltre di somministrare la prima dose a stomaco vuoto almeno 30 minuti prima di mangiare.